# 内田鐡衛
内田 鐡衛（うちだ てつえ、1904年（明治37年）6月29日 - 1996年（平成8年）2月18日）は、日本の技術者、実業家、経営者、株式会社コロナ創業者。

## 来歴
1904年（明治37年）新潟県三条市に生まれる。電機学校（現・東京電機大学）卒業後、20歳の時には逓信省電気事業主任技術者の資格を取得。その技術と知識を生かすべく富山電気（現・北陸電力）へ入社。
入社後4年程で、父に呼び戻され家業であるガソリンコンロの販売を手伝うようになる。家業は順調に進み、販売や修理を通して、燃焼効率や操作性などコンロの様々な改良点を発見した鐡衛は、徐々に自分のアイデアを活かしたコンロを自らの手で作り上げたいという思いを強めていく。
そして、1931年（昭和6年）オリジナルコンロの研究をスタート。寝食を忘れて研究に没頭した結果、2年後の1933年（昭和8年）ついに、軽油を燃料とした「加圧式液体燃料コンロ」の開発に成功。
特許2件、実用新案1件という特許権を取得。その後さらに実用化に向けての開発を進め、実用化の目処が立った1935年（昭和10年）にコンロの青い光がコロナ放電の色と似ていることや太陽の大気であるコロナのイメージから、石油暖房機を象徴的に表現するのに相応しいとして、『コロナ』の商標を登録。
1937年（昭和12年）に自宅裏に10坪ほどの工場を建て、内田製作所と命名し、石油コンロの製造販売を開始。これが、今に続く株式会社コロナの創業となった。

### 機械遺産
関東大震災後に内田はガソリンコンロの欠点に着目し、安全で安価な軽油を使ったコンロの開発に独学で取り組んだことに始まり、1952年（昭和27年）には予熱パイプによる燃料の気化技術を確立し、翌年には無煙・無臭の青い炎で燃焼する加圧式石油コンロを完成させた、これは現代のファンヒーター等の石油暖房機へ広く受け継がれており、日本の暖房の認識を一変させ、国民生活の向上に大きく貢献したとして2025年度の機械遺産に認定されている。